# Zamal Nixon
Zamal Fred Nixon (Brooklyn, Nueva York, 7 de enero de 1989) es un jugador de baloncesto estadounidense que pertenece a la plantilla del MLP Academics Heidelberg de la ProA (Basketball Bundesliga), la segunda división del baloncesto alemán. Con 1,85 metros de estatura, juega en la posición de base. 

## Trayectoria deportiva

### Universidad
Jugó cuatro temporadas con los Cougars de la Universidad de Houston en las que promedió 7,0 puntos, 1,4 rebotes, 2,3 asistencias y 1,1 robos de balón por partido. En su última temporada fue incluido en el mejor quinteto defensivo de la Conference USA.

### Profesional
Tras no ser elegido en el Draft de la NBA de 2011, fichó por el Hertener Löwen de la ProB, la tercera categoría del baloncesto alemán, jugando una temporada en la que promedió 24,9 puntos y 5,9 asistencias por encuentro. Al año siguiente subió un peldaño al firmar con el Nürnberg Falcons BC de la ProA, donde jugó una temporada en la que promedió 16,8 puntos y 3,4 asistencias por partido.
En octubre de 2013 firmó con el Polpharma Starogard Gdański de la liga polaca a prueba durante dos semanas, pero a los dos días decidió dejar el equipo. Una semana más tarde fichó finalmente por el WBC Raiffeisen Wels de la liga austriaca, donde jugó una temporada como titular, promediando 14,2 puntos y 4,7 asistencias por partido.
En agosto de 2014 fichó a prueba con el Phoenix Hagen de la Basketball Bundesliga, la máxima categoría del baloncesto alemán, siendo confirmado por una temporada, en la que se acabó ganando la titularidad, promediando 10,2 puntos y 3,3 asistencias.
En agosto de 2015 firmó con el Lavrio B.C. de la A2 Ethniki griega, con los que consiguió el ascenso a la A1 Ethniki, ayudando con 9,6 puntos y 3,5 asistencias por partido. En junio de 2016 se comprometió con el Limoges CSP de la Pro A francesa, pero en diciembre, tras promediar sólo 2,8 puntos por partido, fue cortado y regresó de nuevo al Lavrio B.C., ya en la máxima categoría griega, donde acabó la temporada promediando 7,4 puntos y 4,4 asistencias por encuentro.